# Евелина Борисова

Евелина Борисова е българска актриса.

## Биография
Родена е в София. Завършва Средно специално училище за сценични кадри в Пловдив и веднага е приета в НАТФИЗ „Кръстьо Сарафов“. Учи в класа на проф. Енчо Халачев, заедно с Андрей Баташов, Албена Чакърова, Мариана Станишева, Георги Стайков. След театралната академия е разпределена в Народния театър „Иван Вазов“. Играе в спектакъла „Бесове“ под режисурата на Енчо Халачев и в постановката „Мюзикъл“ с режисьор Николай Николаев. Истински професионален шанс ѝ дава емблематичният български режисьор Младен Киселов, който ѝ поверява малка роля в спектакъла „Образ и подобие“.
Още като студентка Евелина прави дебют в киното с главна роля във филма „Каменната гора“ на режисьора Иля Велчев. Следва втора роля – Ева във филма „Пленникът от Европа“ през 1989 година на Йежи Кавалерович. В същата година Евелина се снима в още 3 филма – „9 - цифра на кобрата“ на режисьора Христо Христов, „Великолепната четворка“ и „Легенда за златната река“ на Димитър Шарков. Следващата година ѝ носи участие в „Нощ без теб“ на режисьора Любен Морчев. Пак по това време Зунка Янкова „качва“ Евелина в своята лента „Асансьорът“. Филмовият маратон за Евелина продължава и през 1991 година: Борислав Шаралиев се спира на нея за ролята на Лили в „Пльонтек“. Едуард Захариев ѝ поверява главна роля във филма си „Резерват“. Следва още една главна роля – Момичето в „Бина“ с режисьор Маргарита Вълкова. Годината вече е 1995-а, режисьор е Дочо Боджаков, а филмът – „Когато гръм удари“.
Следва пауза за актрисата. Владислав Икономов ѝ поверява главната роля на госпожа Собол във филма си „Прости нам“. Сред любимите ̀ екранни партньори са Стефан Данаилов и Стефан Мавродиев.
През следващата 2004 година Владислав Икономов отново снима Евелина в главна роля – този път във филма си „Капан“. През 2008 година Евелина играе в „Последното пътуване“ на режисьор Васил Барков. Неин партньор на екрана е Васил Михайлов, който получава за участието си в този филм наградата за главна мъжка роля в Украйна.
През 2011 година е избрана за една от водещите роли в сериала на Би Ти Ви „Седем часа разлика“, който добива огромна популярност, както в България, така и сред българските емигранти в чужбина. Евелина играе в сериала до финала през 2013 година.
През 2016 година влиза във втория сезон на телевизионния сериал „Връзки“.

## Филмография
- „Връзки“ (тв сериал,  2016) - Михаела Попова
- „Седем часа разлика“ (тв сериал, 2011 – 2013) - Светлана Стефанакова
- „Принцът и аз 3: Кралски меден месец“ (2008) (The Prince & Me 3: A Royal Honeymoon) - САЩ - уплашената майка
- „Последното пътуване“ (2008)
- „Капан“ (тв, 2004) – адвокатката Мария
- „Прости нам“ (тв, 2002) - Собол
- „Когато гръм удари“ (тв, 1995)
- „Пльонтек“ (1991) - Лили
- „Резерват“ (1990) - Марина
- „Бина“ (1990) – момичето
- „Асансьорът“ (1990)
- „Нощ без теб“ (тв, 1990) – гаджето на Стефан
- „Пленникът от Европа“ (1989) (Jeniec Europy) - Полша, Франция - Каролин Лоу
- „9 - цифра на кобрата“ (5-сер. тв, 1989) – Терез
- „Великолепната четворка“  (1989)
- „Легенда за златната река“ (1989)
- „Каменната гора“ (тв, 1987) – Марина Боянова